# Sriramapuram
Sriramapuram è una suddivisione dell'India, classificata come town panchayat, di 8.927 abitanti, situata nel distretto di Dindigul, nello stato federato del Tamil Nadu. In base al numero di abitanti la città rientra nella classe V (da 5.000 a 9.999 persone).

## Geografia fisica
La città è situata a 10° 31' 03 N e 77° 58' 13 E.

## Società

### Evoluzione demografica
Al censimento del 2001 la popolazione di Sriramapuram assommava a 8.927 persone, delle quali 4.422 maschi e 4.505 femmine. I bambini di età inferiore o uguale ai sei anni assommavano a 1.005, dei quali 545 maschi e 460 femmine. Infine, coloro che erano in grado di saper almeno leggere e scrivere erano 4.766, dei quali 2.780 maschi e 1.986 femmine.